# Michał Wojtkiewicz
Michał Jan Wojtkiewicz (ur. 24 czerwca 1946 w Tuchowie) – polski polityk, samorządowiec i geodeta, poseł na Sejm V, VI, VII i VIII kadencji.

## Życiorys
W 1971 ukończył studia na kierunku geodezja na Akademii Rolniczej we Wrocławiu, w 1977 uzyskał stopień doktora. Od 1971 był pracownikiem naukowym w Instytucie Planowania i Urządzania Terenów Wiejskich we Wrocławiu. W latach 1990–1994 pełnił funkcję burmistrza gminy Tuchów, od 1999 do 2005 radnego powiatu tarnowskiego i starosty tarnowskiego.
Należał do Stronnictwa Konserwatywno-Ludowego. Bezskutecznie ubiegał się z jego ramienia o mandat poselski z listy Akcji Wyborczej Solidarność w 1997. W wyborach parlamentarnych w 2001 bez powodzenia kandydował do Senatu z własnego komitetu. Później przystąpił do PiS. W wyborach w 2005 z listy Prawa i Sprawiedliwości został wybrany na posła V kadencji w okręgu tarnowskim. W wyborach parlamentarnych w 2007 po raz drugi uzyskał mandat poselski, otrzymując 13 396 głosów. W wyborach w 2011 z powodzeniem ubiegał się o reelekcję, dostał 9403 głosy. W 2015 został ponownie wybrany do Sejmu, otrzymując 13 230 głosów. W wyborach w 2019 nie uzyskał poselskiej reelekcji.

## Odznaczenia i wyróżnienia
- Krzyż Kawalerski Orderu Odrodzenia Polski (2025)[4]
- Tytuł honorowego obywatela gminy Zakliczyn (2019)[5]